# Ordersatz
Der Ordersatz ist ein Verzeichnis der von einem Handelsunternehmen angebotenen Artikel, mit dessen Hilfe die Kunden ihre Bestellung aufgeben können. Deshalb wird auch von Bestell-Liste gesprochen.
Die Artikel sind im Vergleich zu einer normalen Preisliste oft illustriert und mit Bildern und Zusatzinformationen versehen.